# Handful of Soul
Handful of Soul é o décimo oitavo álbum de estúdio do músico americano James Brown. O álbum foi lançado em novembro de 1966 pela  Smash Records.

## Faixas
| N.º | Título                     | Duração |  |
| 1.  | "Let's Go Get Stoned"      | 3:19    |  |
| 2.  | "Hold On, I'm Comin'"      | 2:36    |  |
| 3.  | "Our Day Will Come"        | 3:58    |  |
| 4.  | "A Message to Michael"     | 3:47    |  |
| 5.  | "The King"                 | 6:24    |  |
| 6.  | "634-5789"                 | 2:55    |  |
| 7.  | "When a Man Loves a Woman" | 3:16    |  |
| 8.  | "Hot Mix"                  | 2:19    |  |
| 9.  | "Oh! Henry"                | 5:00    |  |
| 10. | "Get Loose"                | 5:22    |  |